# Deitra Farr
Deitra Farr (Chicago, 1957. augusztus 1. –) amerikai énekesnő, dalszerző.

## Pályafutása
Farr Chicagóban született. Az 1970-es évek közepén kezdett énekelni különböző soul zenekarokban és a Holy Angels templom gospel kórusában.
A chicagói Kenwood High Schoolon érettségizett. 18 éves korában rögzízette a "You Won't Support Me" című dalt a chicagói Mill Street Depo együttessel. Ez a dal 1976-ban felkerült a Cashbox magazin Top 100-as R&B listájára. 
Farr az 1980-as évek elején kezdett bluest énekelni. 1993. és 1996. között a Mississippi Heat énekesnője volt.
1990. óta nemzetközi turnékon vett részt, több mint 40 országban lépett fel. Farr a chicagói Columbia College-ban szerzett újságírói diplomát. Rendszeresen publikál cikkeket „Artist to Artist” címmel a Living Blues magazinban.

## Albumok
- 1997: Thunder in my Heart
- 2005: Let It Go
- 2010: Learned the Hard Way
- 2010: he Search is Over

## Egyéb albumok, közös albumok
- Our Course has Run (1991)
- Chicago Blues Nights (1991)
- Burnin Chicago Blues Machine (1991)
- My Ancestors (1991) – Chicago Beau – (duet and background vocals)
- Vinir Dora (1993)
- Chicago's Finest Blues Women (1995)
- Learned the Hard Way (1994)
- Thunder in My Heart (1995)
- Undiscovered Gems (1998) – lead vocalist on "You Won't Support Me"
- Bop Brother's and Sister's (2000)
- Shoulder to the Wind (2000)
- I Believe in America (2002)
- Bob is Back in Town (2006) – és Bob Stroger
- The Real Deal (2011) és Sharon Lewis
- Soul Gift (2012) – Raphael Wressnig and Alex Schultz
- Delta Bound (2012) – Mississippi Heat – lead vocals on „Look-A-Here, Baby, What's Happening to Me, Sweet Ol' Blues”
- Blues from Below (2013) – Brother Jacob – duet and background vocals
- Moodprints (2015) – Ruud DeVries – vocals on "Talk About Love"
- Lonesome Highway (2017) – Billy Flynn
- Soul Santa (2017) – Mr. Keith Little – duet on „A Christmas Party" and "Too Many Baby Daddy's”
- Doin' What I'm Supposed to Do (2022) – Demetria Taylor – duet on „Blues Early This Morning”
- Oscar's Motel (2023) – The Cash Box Kings
- Exile – The Chicago Blues Sessions (2025)

## Díjak
- 2015: Chicago Blues Hall of Fame
- Jelölésesek: a W. C. Handy díj – az év hagyományos női blues előadója, Living Blues Critics Awards: az év blues előadója, British Blues Connection Awards és a Les Trophees France Blues Awards.